# The Gladiators

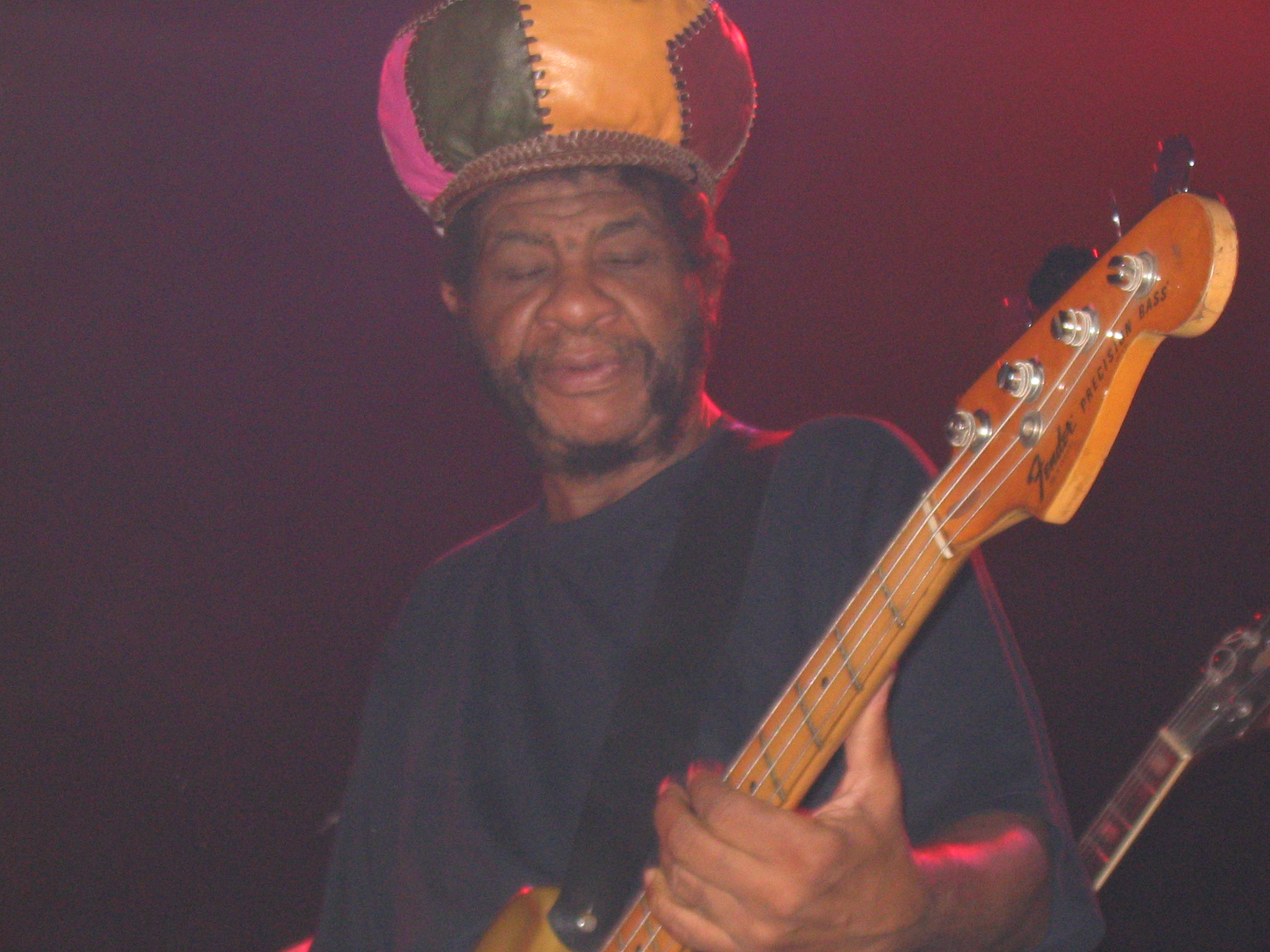
The Gladiators under en konsert 2006

The Gladiators är ett reggaeband bildat 1965 på Jamaica av Albert Griffiths, Clinton Fearon och David Webber. Bandet spelade in ett flertal rocksteady-singlar. Bland annat hos producenterna Clement Coxsone Dodds Studio One och Duke Reids Treasure Isle. Efter ett par år, när reggaen hade börjat dominera den jamaicanska musikscenen, ersattes Webber av Gallimore Sutherland (d. januari 2017) och bandets sound blev mer roots-orienterat.
Deras stora skivdebut kom i hård konkurrens det klassiska reggaeåret 1976, då de skrivit kontrakt med brittiska Virgin Records. Debutalbumet, Trench Town Mix Up brukar också ses som ett av deras bästa album. Några av deras mest populära låtar är "Hello Carol", "Bongo Red", "Stick A Bush", "Jah Works", "Hearsay" och "Mix Up".
Griffiths söner Al och Anthony Griffiths är med på albumet Father And Sons och sjöng de flesta låtarna under den senaste turnén.
Griffiths har på grund av sjukdom börjat dra sig tillbaka och det sägs att turnén 2005 (då de bland annat besökte Sverige och Uppsala Reggae Festival) var den sista med honom.

## Diskografi (i urval)
Album
- Trenchtown Mix-Up (1976 )
- Proverbial Reggae (1978)
- Naturality (1979)
- Sweet So Till (1979)
- Gladiators (1980)
- Vital Selection (1981)
- Gladiators By Bus (1982)
- Back To Roots (1982)
- Babylon Street (1982)
- Symbol of Reality (1982)
- Live at Reggae Sunsplash 1982 with Israel Vibration (1982)
- Reggae To Bone (1982)
- Calling Rastafari (1982)
- Dreadlocks the Time Is Now (1983)
- Serious Thing (1984)
- Show-down vol. 3 (1984) (med Don Carlos)
- Dread Prophesy (1986) (med Leonard Dillon)
- In Store For You (1988)
- On The Right Track (1989)
- Whole Heap (1989)
- Valley of Decision (1991)
- A True Rastaman (1992)
- The Storm (1994)
- Full Time (1995)
- The Cash (1996)
- Alive & Fighting (1997)
- At Studio 1, Bongo Red (1998)
- Strong To Survive (1999)
- The Sound of Channel 1 (1999) (med King Tubby)
- Sold out : Live tour 1997 / 1999 (2000)
- Something a Gwaan! (2000)
- Once upon a time in Jamaica (2002)
- Father And Son (2004)